# Тримата мускетари (филм, 1959)
Вижте пояснителната страница за други значения на Тримата мускетари.
„Тримата мускетари“ (на френски: Les Trois Mousquetaires) е френски телевизионен филм от 1959 година, създаден от телевизия Ер Те Еф. Адаптация е на едноименния роман на Александър Дюма и е с участието на известния френски актьор Жан-Пол Белмондо.

## Сюжет
Мосю дьо Тревил (Едмон Бюшам), недоволен от факта че неговите мускетари Атос (Жан Шеврие), Портос (Даниел Сорано) и Арамис (Юбер Ноел) все още се сражават с хората на кардинала, ги призовава на събеседване. Младият д'Артанян (Жан-Пол Белмондо) се възползва от ситуацията и пожелава да стане мускетар, но дьо Тревил му казва, че писмото му с препоръки е изчезнало. Всъщност той го е изгубил в Мьон, където е предизвикал на дуел граф Рошфор (Робер Порте), който има връзка с милейди Уинтър (Габи Силвия). Афектиран от отказа на дьо Тревил, д'Артанян предизвиква на дуел в Люксембург поотделно всеки един от тримата мускетари. На мястото на двубоя четиримата мъже са изненадани от войниците на кардинала и започват да се бият заедно под девиза „Един за всички, всички за един“. Заедно с войниците на мястото пристига и лорд Уинтър (Жорж Декриер), брат на милейди. Д'Артанян и лорд Уинтър се сприятеляват, макар че са на различни страни. Лордът кани младия гасконец на гости, където д'Артанян е омагьосан от обаятелния чар на милейди. Междувременно кардиналът, милейди и Рошфор подготвят заговор срещу кралицата по време на посещението в Париж на херцога на Бъкингам.

## В ролите
- Жан-Пол Белмондо като Д'Артанян
- Габи Силвия като милейди Уинтър
- Жан Шеврие като Атос
- Юбер Ноел като Арамис
- Даниел Сорано като Портос
- Мари-Бланш Верне като Констанс Бонасьо
- Робер Хирш като Планше
- Пиер Асо като кардинал Ришельо
- Робер Порте като граф Рошфор
- Клод Нолие като Анна Австрийска
- Жорж Лане като крал Луи XIII
- Бернар Деран като херцога на Бъкингам
- Жорж Декриер като лорд Уинтър
- Мишел Галабрю като Бонасьо
- Едмон Бюшам като мосю дьо Тревил
- Жан-Пол Тома като Джон Фелтън
- Симо Вание като Кети
- Пиер Галон като Жузак
- Жак Сирон като Бостраси